# Перша зима
«Перша зима» (рос. «Первая зима») — мультфільм 1978 року.

## Сюжет
Про ведмедика, який хотів знати що таке зима.